# Change (Saône-et-Loire)
Pour les articles homonymes, voir Change.
Change est une commune française située dans le département de Saône-et-Loire, en région Bourgogne-Franche-Comté.

## Géographie

### Climat
Pour des articles plus généraux, voir Climat de la Bourgogne-Franche-Comté et Climat de Saône-et-Loire.
En 2010, le climat de la commune est de type climat océanique dégradé des plaines du Centre et du Nord, selon une étude du Centre national de la recherche scientifique s'appuyant sur une série de données couvrant la période 1971-2000. En 2020, Météo-France publie une typologie des climats de la France métropolitaine dans laquelle la commune est exposée à un climat océanique altéré et est dans la région climatique Bourgogne, vallée de la Saône, caractérisée par un bon ensoleillement (1 900 h/an), un été chaud (18,5 °C), un air sec au printemps et en été et des vents faibles.
Pour la période 1971-2000, la température annuelle moyenne est de 10,4 °C, avec une amplitude thermique annuelle de 17,3 °C. Le cumul annuel moyen de précipitations est de 821 mm, avec 12 jours de précipitations en janvier et 7,4 jours en juillet. Pour la période 1991-2020, la température moyenne annuelle observée sur la station météorologique de Météo-France la plus proche, « La Rochepot », sur la commune de La Rochepot à 5 km à vol d'oiseau, est de 10,6 °C et le cumul annuel moyen de précipitations est de 849,5 mm. 
La température maximale relevée sur cette station est de 39 °C, atteinte le 12 août 2003 ; la température minimale est de −21 °C, atteinte le 9 janvier 1985,,.
Les paramètres climatiques de la commune ont été estimés pour le milieu du siècle (2041-2070) selon différents scénarios d'émission de gaz à effet de serre à partir des nouvelles projections climatiques de référence DRIAS-2020. Ils sont consultables sur un site dédié publié par Météo-France en novembre 2022.

## Urbanisme

### Typologie
Au 1er janvier 2024, Change est catégorisée commune rurale à habitat dispersé, selon la nouvelle grille communale de densité à sept niveaux définie par l'Insee en 2022.
Elle est située hors unité urbaine et hors attraction des villes,.

### Occupation des sols
L'occupation des sols de la commune, telle qu'elle ressort de la base de données européenne d’occupation biophysique des sols Corine Land Cover (CLC), est marquée par l'importance des territoires agricoles (84,5 % en 2018), en augmentation par rapport à 1990 (81,5 %). La répartition détaillée en 2018 est la suivante : prairies (26,2 %), zones agricoles hétérogènes (21,9 %), terres arables (21,3 %), cultures permanentes (15,2 %), forêts (11,6 %), zones urbanisées (3,9 %). L'évolution de l’occupation des sols de la commune et de ses infrastructures peut être observée sur les différentes représentations cartographiques du territoire : la carte de Cassini (XVIIIe siècle), la carte d'état-major (1820-1866) et les cartes ou photos aériennes de l'IGN pour la période actuelle (1950 à aujourd'hui).

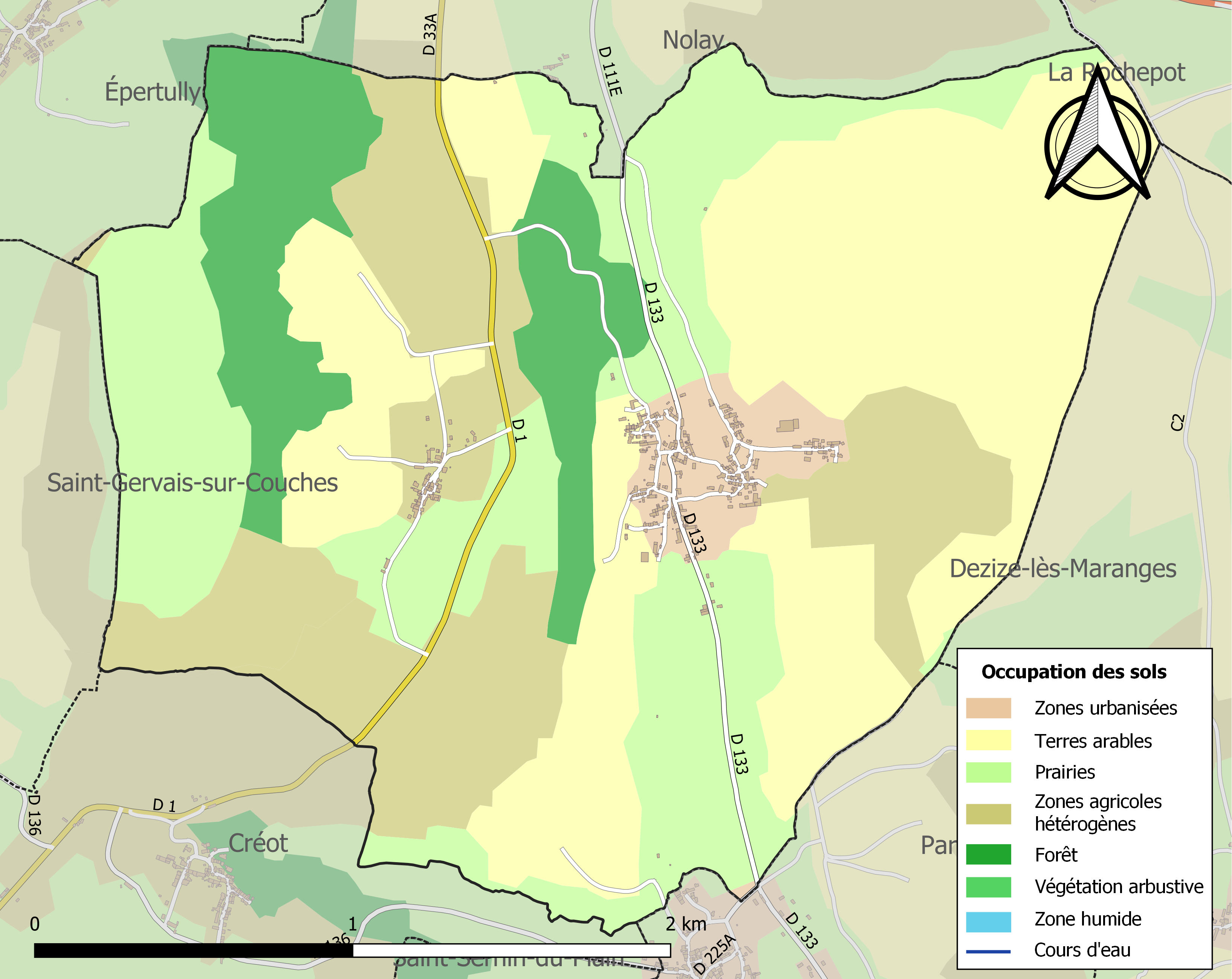
Carte des infrastructures et de l'occupation des sols de la commune en 2018 (CLC).

## Toponymie
Chaanges (1250) ; Changes (1283/84) ; Cheanges (1285) ; Change (1343) ; Chainges (1391) ; Changey (1400) ; Changes soubz Noulay (1450) ; Change près Paris l'Hôpital (1535) ; Change proche Nolay (1663) ; Change-près-Nolay (1783) ; Change (1790).

## Histoire
Change dépendait autrefois de Nolay. C'est seulement en 1730 qu'une paroisse y fut créée, les habitants s'engageant à continuer d'assurer en partie les réparations de l'église de Nolay. Le 5 septembre 1731, le vicaire général d'Autun autorisait dans la nouvelle chapelle « les bénédictions et l'exposition du Saint-Sacrement aux jours désignés, à la charge de tenir l'autel décent, avec 6 cierges pour le moins, et à la condition qu'es dits jours il n'y aura ni fêtes baladoires ni jeux publics ».
Dans la seconde moitié du XIXe siècle et au début du siècle suivant, il y eut une activité d'extraction de minerai de fer (par puits de mine) sur le territoire de la commune, en rapport avec la société Schneider pour ses usines du Creusot. Les ruines des bâtiments des puits Saint-Charles et Saint-Pierre subsistent au début du XXIe siècle.

Mines de fer de Change.
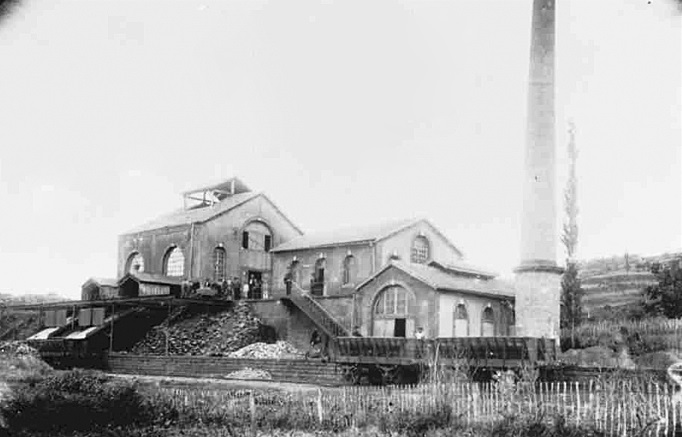
Le puits Saint-Charles en activité vers 1900.
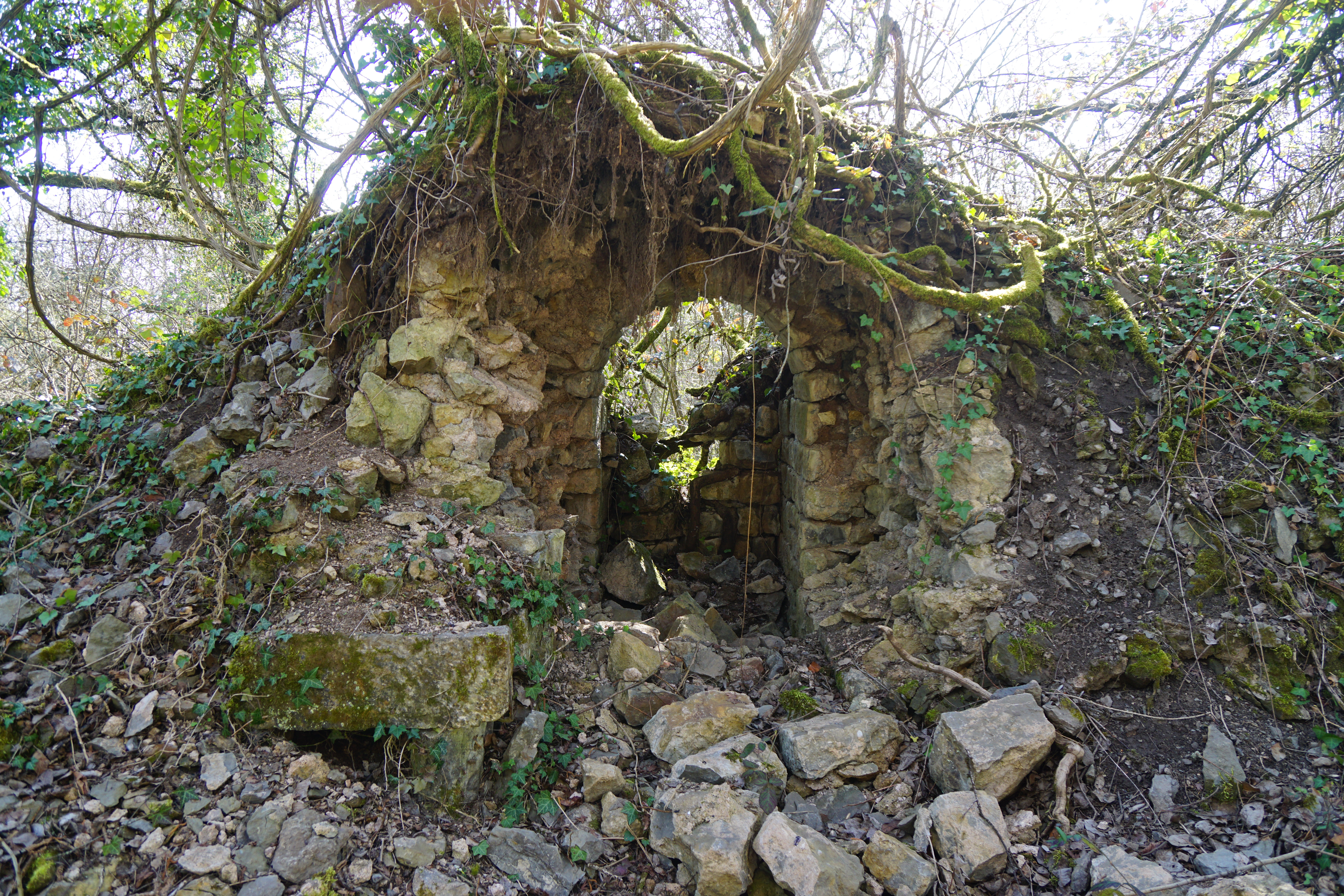
Ruines du puits Saint-Charles en 2019.
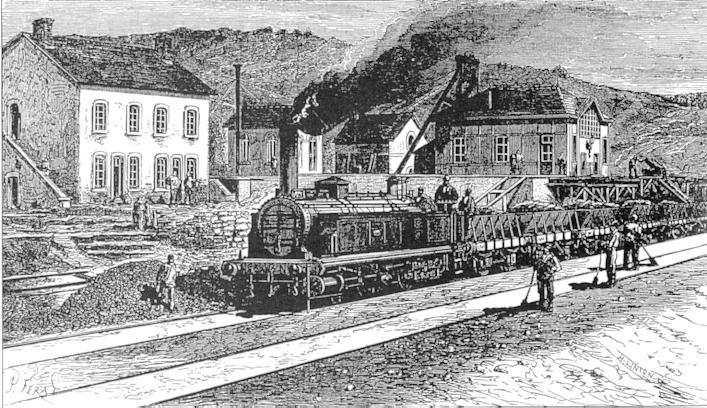
Le puits Saint-Pierre en activité vers 1900.
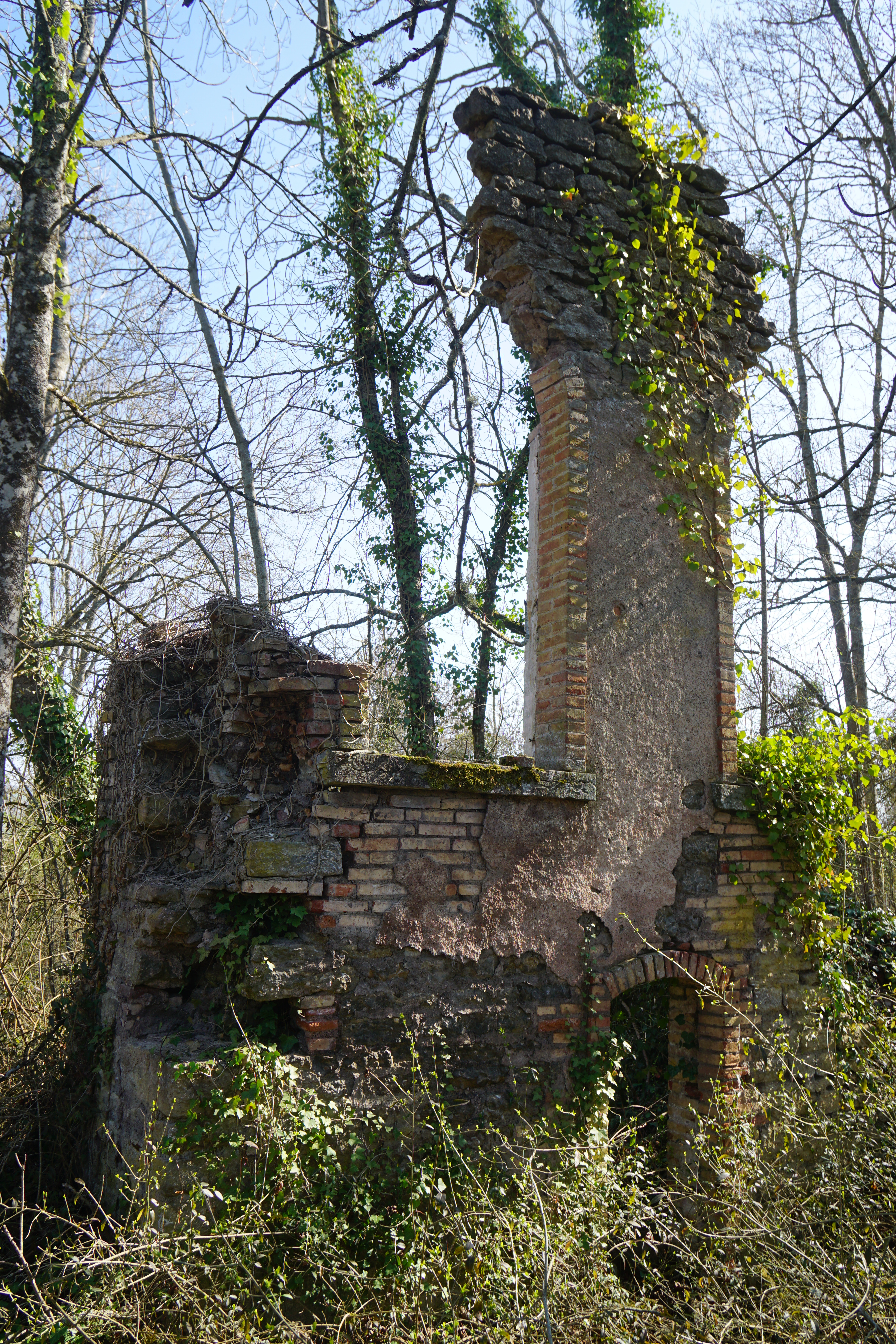
Ruines du puits Saint-Pierre.

## Politique et administration
En 2010, la commune de Change a été récompensée par le label « Ville Internet @@@ ».
| Période                                  | Période   | Identité           | Étiquette | Qualité            |
| ---------------------------------------- | --------- | ------------------ | --------- | ------------------ |
| Les données manquantes sont à compléter. |           |                    |           |                    |
| 1958                                     | 1985      | Bernard Monnot     | UDF       | conseiller général |
| 1985                                     | 2001      | Jean Clair         | dvd       |                    |
| mars 2001                                | mars 2008 | Dominique Lafouge  |           |                    |
| mars 2008                                | mai 2025  | Danielle Pelizzoni |           |                    |

Au 1er janvier 2015, la commune de Change ainsi que celle de Saint-Loup-Géanges ne sont pas intégrées à une intercommunalité alors que la réforme des collectivités territoriales l'y obligeait. Ces deux communes devaient rejoindre Le Grand Chalon mais un recours a été porté sur l’adhésion de la commune de Chaudenay à cette dernière; compte tenu de ce contentieux, la communauté d'agglomération a stoppé le projet d'intégration en attendant le règlement du litige.
En 2016, avec la mise en place du nouveau schéma départemental de coopération intercommunale, la commune est appelée à intégrer finalement la communauté d'agglomération Beaune Côte et Sud.

## Démographie
L'évolution du nombre d'habitants est connue à travers les recensements de la population effectués dans la commune depuis 1793. Pour les communes de moins de 10 000 habitants, une enquête de recensement portant sur toute la population est réalisée tous les cinq ans, les populations de référence des années intermédiaires étant quant à elles estimées par interpolation ou extrapolation. Pour la commune, le premier recensement exhaustif entrant dans le cadre du nouveau dispositif a été réalisé en 2005.

En 2022, la commune comptait 218 habitants, en évolution de −1,36 % par rapport à 2016 (Saône-et-Loire : −1,06 %, France hors Mayotte : +2,11 %).
| 1793 | 1800 | 1806 | 1821 | 1831 | 1836 | 1841 | 1846 | 1851 |
| ---- | ---- | ---- | ---- | ---- | ---- | ---- | ---- | ---- |
| 366  | 444  | 520  | 473  | 493  | 558  | 556  | 573  | 564  |

| 1856 | 1861 | 1866 | 1872 | 1876 | 1881 | 1886 | 1891 | 1896 |
| ---- | ---- | ---- | ---- | ---- | ---- | ---- | ---- | ---- |
| 519  | 519  | 655  | 600  | 602  | 630  | 591  | 643  | 568  |

| 1901 | 1906 | 1911 | 1921 | 1926 | 1931 | 1936 | 1946 | 1954 |
| ---- | ---- | ---- | ---- | ---- | ---- | ---- | ---- | ---- |
| 543  | 521  | 502  | 351  | 301  | 267  | 230  | 231  | 232  |

| 1962 | 1968 | 1975 | 1982 | 1990 | 1999 | 2005 | 2006 | 2010 |
| ---- | ---- | ---- | ---- | ---- | ---- | ---- | ---- | ---- |
| 215  | 231  | 179  | 201  | 204  | 213  | 236  | 245  | 235  |

| 2015 | 2020 | 2022 | - | - | - | - | - | - |
| ---- | ---- | ---- | - | - | - | - | - | - |
| 221  | 223  | 218  | - | - | - | - | - | - |

## Culture locale et patrimoine

### Lieux et monuments

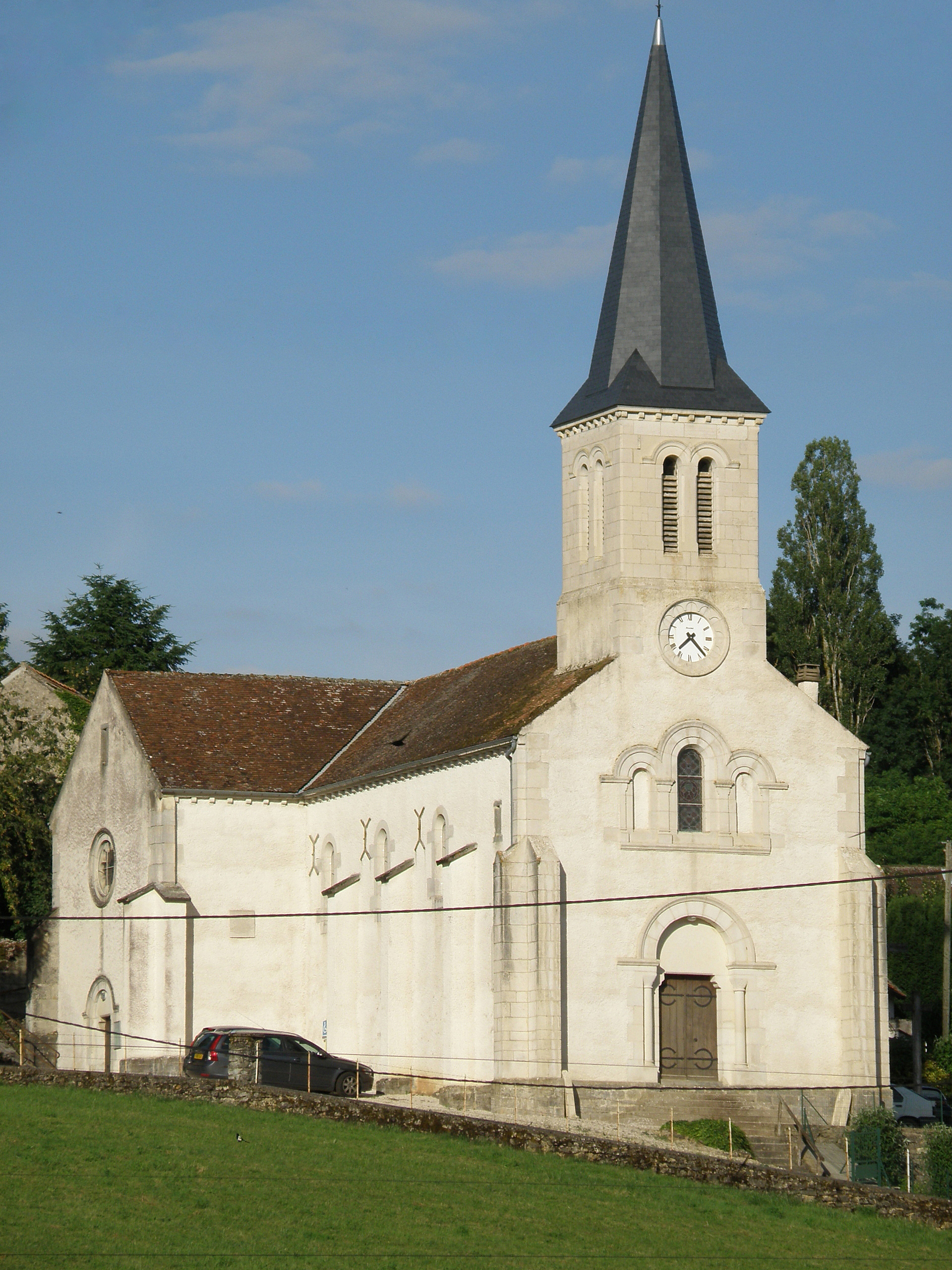
Église Saint-Roch.

- Moulin à eau.
- Église Saint-Roch (XIXe). Les origines de la paroisse de CHANGE racontées par Eugène MEUNIER dans son livre "GASPARD TAUPENOT, curé de CHANGE" imprimé à AUTUN en 1914
- Le hameau de Marcheseuil, érigé en commune en 1790 (avec François Cas, marchand, pour maire) avant de redevenir hameau et d'être rattaché, successivement, à la commune de Nolay (Côte-d'Or) puis, définitivement, à celle de Change (1802)[22].
- Vestiges des mines de fer.
- Le mont de Rème, qui culmine à 514 mètres et qui est couvert d'une pelouse classée site Natura 2000[23].

### Personnalités liées à la commune
- L'abbé Gaspard Taupenot, curé de Change à compter de 1785, qui fut guillotiné comme prêtre réfractaire le 25 ventôse an II (14 mars 1794) à Dijon[24]. Une plaque commémorative est visible dans l'église[25].
- Le père Joseph Décréaux (1920-2009), archéologue, membre de l'Académie du Morvan, y fut curé en 1945.

### Héraldique
| Blason de Change (Saône-et-Loire) | Blason  | D'or au pairle de gueules accompagné de cinq merlettes d'argent, une en chef et deux sur chaque flanc l'une au-dessus l'autre. |
| Blason de Change (Saône-et-Loire) | Détails | Le statut officiel du blason reste à déterminer.                                                                               |

## Pour approfondir

### Liensexternes
Cérémonies du souvenir à CHANGE, un rituel communautaire
- Change sur le site de l'Institut géographique national